# Still a Sigure Virgin?
A still a Sigure virgin? a Ling tosite sigure japán rockegyüttes harmadik stúdióalbuma, amely 2010. szeptember 22-én jelent meg a Sony Music Associated Records kiadó gondozásában.
Az album az első helyen nyitott a japán Oricon eladási listáján. A listán kilenc töltött el és összesen 44 568 példányt adtak el belőle.

## Promóció
Az együttes a 2010-es év végén az album első számáról, az I was musicról elnevezett koncertkörútba kezdett. A turné 26 állomásos volt és 2011. április 17-ig tartott, azonban az I was musicon kívül egyetlen másik új dalt sem adtak elő rajta. A zenekar májusban egy négyállomásos turnét is tartott Angliában, kétszer a brightoni The Great Escape fesztiválon léptek fel, illetve Londonban is adtak két szólókoncertet. Az album megjelenése után az együttes október vége és december eleje között Virgin Killer címmel adott egy 13 állomásos koncertkörutat Japánban.
Számos videó is megjelent a televíziós zeneadókban az album promóciójának részeként. Március végén Superfinal Sadistic Tornado Vibes címmel egy stúdiófelvételt adott le a japán Space Shower zenecsatorna, amelyben az album számos új dalát eljátszották. Az album dalaihoz két videóklip készült, az I was music, illetve az illusion is mine című dalokhoz. Az I was music klipjét Simada Daiszuke rendezte, és egyetlen vágás nélkül vették fel. Az illusion is mine videóját Kakegava Jaszunori rendezte.
Nakano „Pierre” Maszatosi szerepelt a Rhythm & Drums Magazine, míg Nakamura „345” Mijoko a Bass Magazine 2010 októberi lapszámának címlapján.

## Számlista
Az összes dal szerzője TK. 
| 1.    | I was music              | 3:09 |
| 2.    | Secret G (シークレットG) | 4:11 |
| 3.    | Shandy (シャンディ)      | 4:31 |
| 4.    | this is is this?         | 4:22 |
| 5.    | a symmetry               | 4:51 |
| 6.    | eF                       | 4:48 |
| 7.    | Can you kill a secret?   | 3:09 |
| 8.    | replica                  | 4:10 |
| 9.    | illusion is mine         | 4:04 |
| 37:10 |                          |      |

## Közreműködők
- TK - ének, gitár, zongora
- 345 - ének, basszusgitár
- Pierre Nakano - dobok, gitár
- Szakamoto Kei - furulya